# CPlay
cPlay全稱cicsPlay，是一款以高品質音頻播放為目標的自由軟件，只擁有播放功能，功能和介面都比一般播放軟件簡陋。為了方便管理，於2010年3月起脫離SourceForge，另行設立網站。

## 特色
軟件只支援以低延遲的ASIO輸出，其他API如DirectSound、Kernel streaming、WASAPI一概不支援。音頻格式方面只支援雙聲道WAV和FLAC，並能以cue檔案提供播放列表功能。設有重取樣、升頻功能，避免部份強制重取樣的音效卡影響音質。另外支援VST插件。
運行cPlay的處理器最少要支援SSE2，軟件提供四個版本：SSE2、SSE3、SSSE3、SSE4.1，以支援不同的處理器指令集。播放時會將整個音頻檔案放到記憶體中，所以比其他播放軟件佔用較多的記憶體。
配合同作者的軟件cMP（cics Memory Player），可以暫停系統不必要的功能，使大部份資源都用於音頻播放，但會令電腦不能作其他用途。

## 外部連結
- （英文）cMP2（页面存档备份，存于）